# Samuel Brooks House

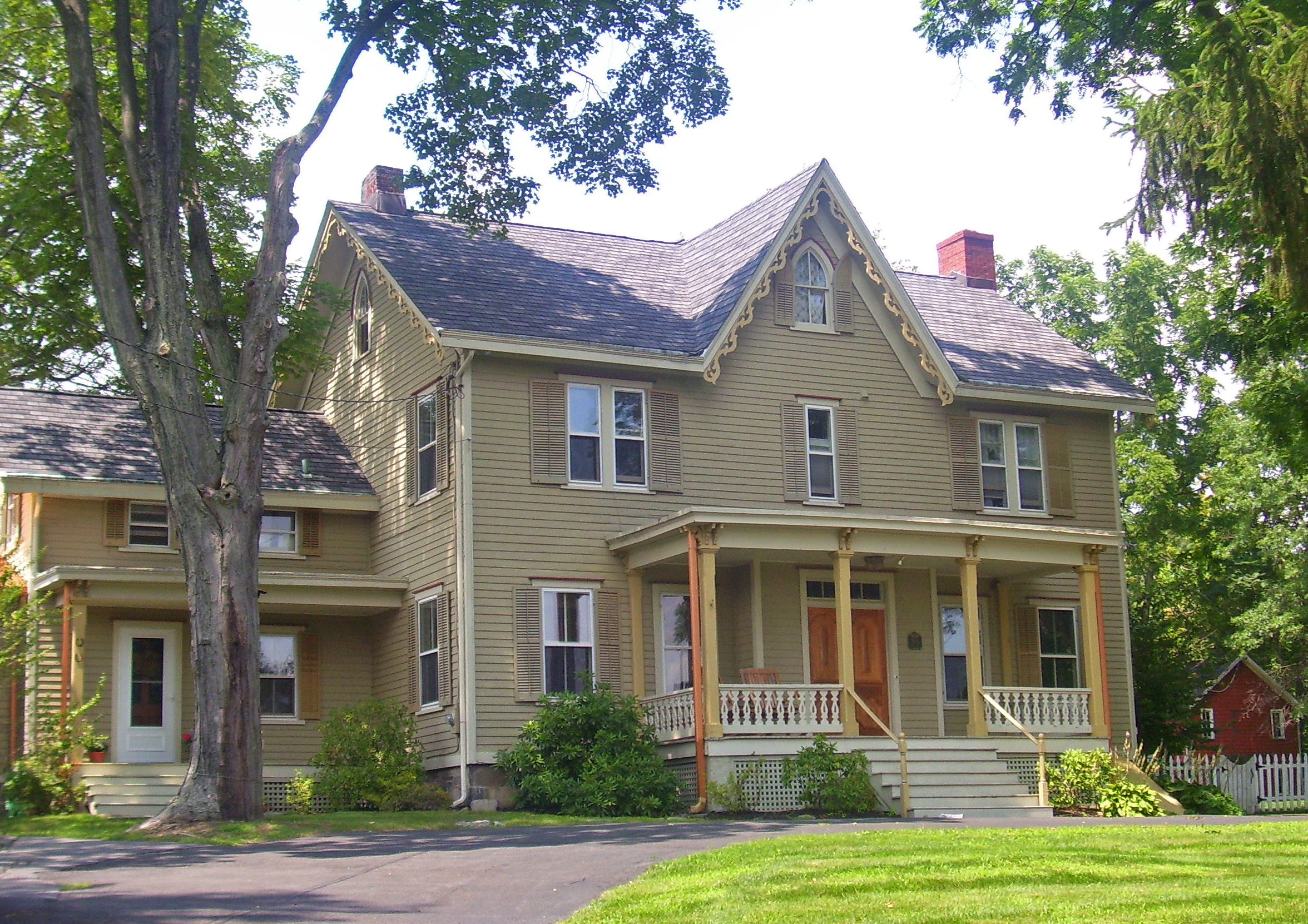
Das Samuel Brooks House in Cornwall, New York

Samuel Brooks House ist ein um 1860 erbautes Cottage an der Pleasant Hill Road im Weiler Mountainville in Cornwall, New York in den Vereinigten Staaten. Es handelt sich dabei um eine Mischung verschiedener Baustile aus der viktorianischen Zeit, vor allem Carpenter Gothic und Stick Style.
Die Lage des Hauses in der Nähe von Schunemunk Mountain und seine Architektur machte es zu einem beliebten Domizil für New Yorker, die sich Ende des 19. Jahrhunderts Cornwall während der Sommermonate aufhielten. Das Bauwerk ist fast völlig intakt und wurde 1996 in das National Register of Historic Places (NRHP) eingeschrieben.

## Bauwerk
Das Haus liegt etwas zurückgesetzt von der Pleasant Hill Road am Ende einer halbkreisförmigen Zufahrt. In seiner Nähe befinden sich zwei Schuppen, die beide Teil der ursprünglichen Farm Brooks’ waren, die inzwischen schon lange in kleinere Grundstücke zerteilt wurde. Beide gelten als beitragende Gebäude.
Das Cottage hat zweieinhalb Stockwerke, der etwas zurückgesetzte Südflügel besteht aus nur eineinhalb Etagen. Das Haus umfasst fünf Joche und ist schindelverkleidet. Das Kreuzgiebeldach ist mit Dachschindeln aus Teerpappe gedeckt und wird von einem ausgeformten Gesims mit einfachem Fries abgegrenzt. Die Giebeldreiecke sind in Form eines durch Holzschnitzerei verzierten Ortgangs ausgeführt. Sie rahmen Spitzbogenfenster ein, die an den von der Straße gut einsehbaren Seiten nach Süden und Osten mit Hauben versehen sind. Ein Backsteinkamin erhebt sich am nördlichen Ende des Hauses.
Eine kleine Eingangsveranda aus Holz hat ein Flachdach, einen auf Auslegern sitzendes Gesims, Pfosten mit ähnlichen Kapitellen und ein laubgesägtes Geländer dazwischen. Am Seitenflügel und im Westen befinden sich ähnliche Veranden, die allerdings ohne Laubsägearbeiten gestaltet sind.
Die Holztüre öffnet sich in die zentrale Halle. Der größte Teil der Innenausstattung ist ursprünglich.
Hinter dem Haus steht ein zweistöckiger Schuppen, dessen Außenwände durch vertikal angebrachte Dielen gebildet wird. Ein anderer Schuppen weiter im Nordwesten ist schindelverkleidet und hat ein mit Teerpappe gedecktes Satteldach. Beide sind Reste der ursprünglichen Farm.

## Geschichte
Brooks stammte von einer der ältesten Familien Cornwalls ab. Er baute das Haus als Farmhaus um 1860. Nach dem Sezessionskrieg begannen Sommergäste aus New York City nach Cornwall zu kommen und Brooks passte sein Haus, wie Wilford Wood und Oliver Brewster rasch an, um es als Pension anbieten zu können.